# ウェストポイント (ミシシッピ州)
ウェストポイント（英: West Point）は、アメリカ合衆国ミシシッピ州の東部、クレイ郡の都市であり、同郡の郡庁所在地である。2010年国勢調査での人口は11,307 人だった。
ミシシッピ州でゴールデン・トライアングルと呼ばれるコロンバス、ウェストポイント、スタークビルの3市で作る三角形に属しており、その所属するラウンズ郡、クレイ郡、オクティベハ郡が含まれている。ウェストポイント小都市圏の主要市であり、さらに大きいコロンバス・ウェストポイント広域都市圏に入っている。

## 地理
ウェストポイント市は北緯33度36分22秒 西経88度39分9秒 / 北緯33.60611度 西経88.65250度 (33.606155, -88.652369)に位置している。

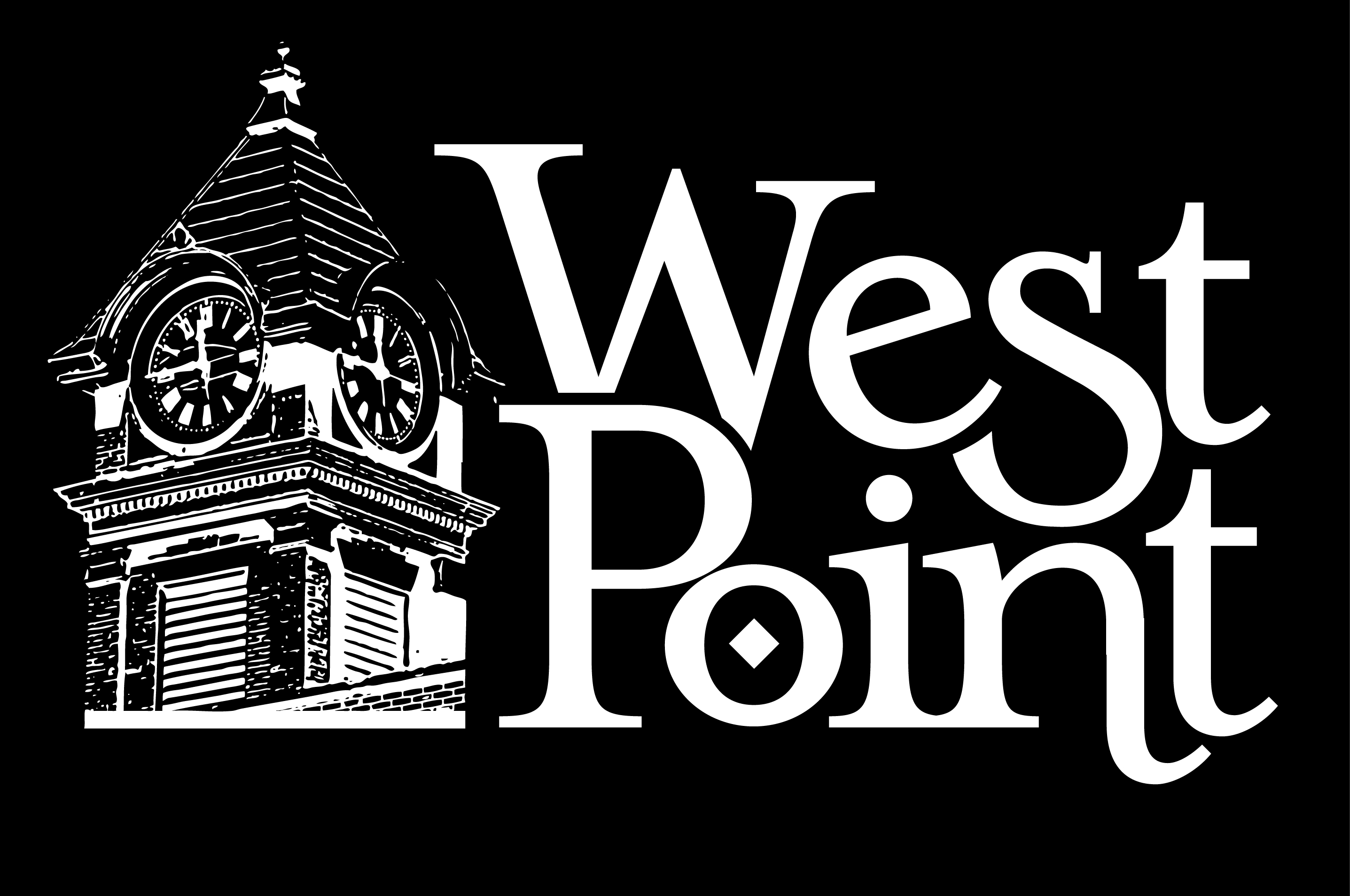
商工会議所によるウェストポイントのロゴ

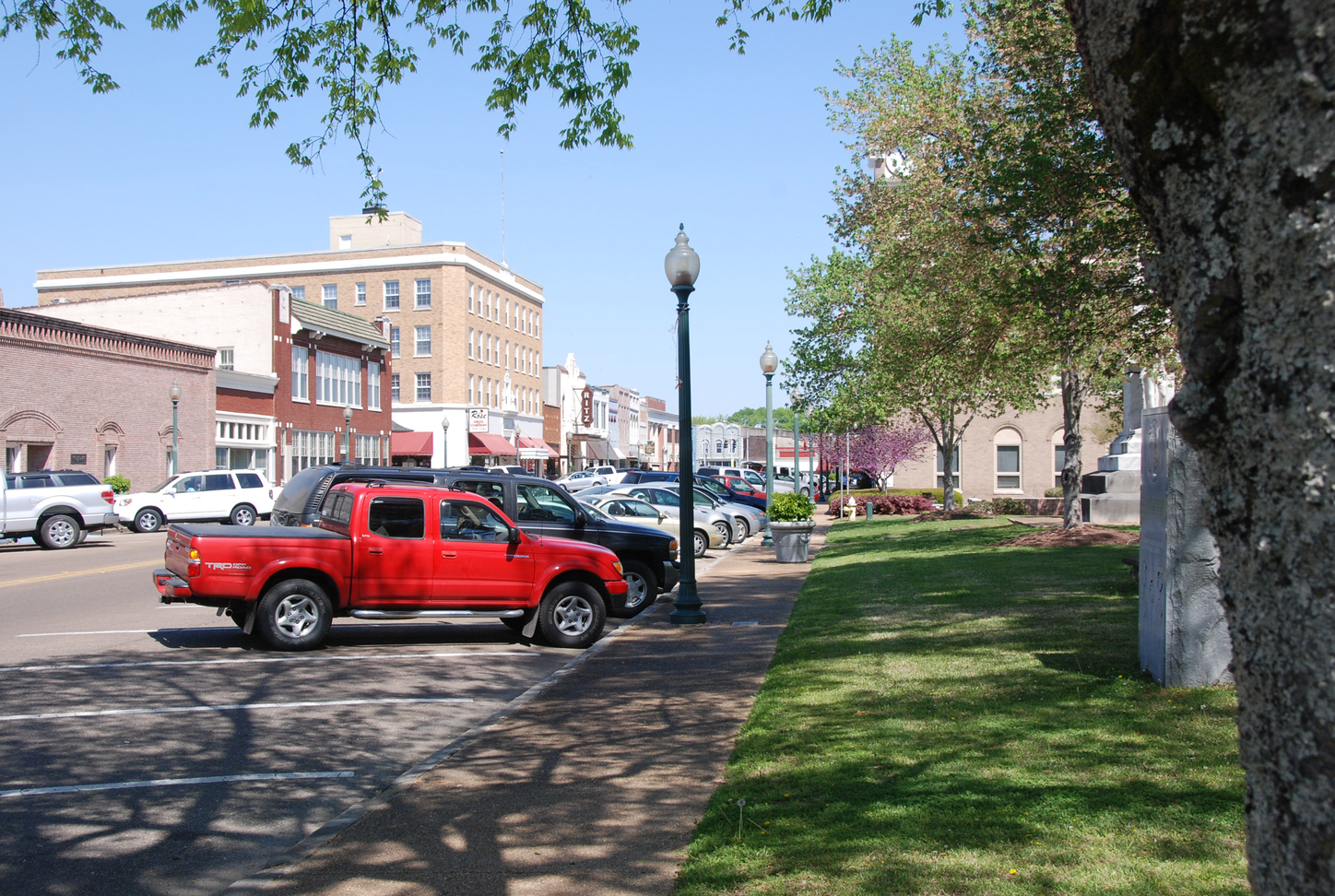
ウェストポイント中心街のブロード通り

アメリカ合衆国国勢調査局に拠れば、市域全面積は21.1平方マイル (55 km2)であり、このうち陸地20.8平方マイル (54 km2)、水域は0.3平方マイル (0.78 km2)で水域率は1.28%である。

## 文化と経済

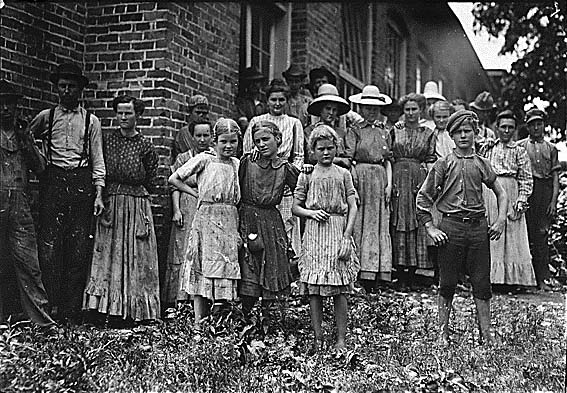
ウェストポイント綿糸工場の児童労働者、1911年5月、ルイス・ハイン撮影

オールド・ウェイバリー・ゴルフクラブはウェストポイントの郊外にあり、1999年の全米女子オープン選手権を開催するなど、ミシシッピ州でもトップクラスのゴルフ場と認識されている。ウェストポイント・カントリークラブはウェストポイントの中心街から車で3分ほどの所にあり、18ホールのゴルフコース、水泳、テニスができ、クラブハウスがある。ペイン・フィールドは先進的航空学校であり、1918年5月から1920年3月まで運営されていた。ここで約1,500人のパイロットが訓練された。ミシシッピ州でも最初の飛行場だと認識されている。ウェストポイントでは年間平均降雪量が1インチ (2.54 cm) 以下ではあるが、ブラゾン・フレキシブル・フライアー Inc. が当初あった場所であり、アメリカ合衆国でも最良の雪ぞりを作って、アメリカの伝統となった。現在はフレキシブル・フライアーと呼ばれている。
ウェイバリー・プランテーション邸宅はウェストポイントの8マイル (13 km) 東にあり、アメリカ合衆国国定歴史建造物に指定されている。その4階建て片持ちの階段室とキューポラ（円屋根）は国内でも特徴あるものと考えられている。この邸宅は毎日午前9時から午後5時まで公開されており、ツアーも可能である。入場料が必要である。
ウェストポイントにはハウリン・ウルフ・ブルース博物館がある。毎年レイバーデイの週末、プレーリー芸術祭が開催されている。週末の金曜日夜にハウリン・ウルフ・ブルース祭が始まり、土曜日はプレーリー芸術祭となる。この祭では地域の芸術や工芸品が出品され、ショッピング、音楽、子供用の乗り物、5kの競走やカーショーを楽しむことができる。
ウェストポイントにある大企業としては、サザン・イオニックス、総合エンジニアリングのバブコック・アンド・ウィルコックス、アウトドア用品のモッシー・オークがある。ブライアン・フーズは1936年にジョン・H・ブライアン・シニアとW・B・ブライアンによって設立された。1968年にサラ・リー・コーポレーションに買収され、ウェストポイントでは2007年3月まで操業を続けていた。ウェストポイントは新しくプレーリー・ベルト発電所が開設され、経済的に成長を続けている。この発電所は主要高規格道路、水路、鉄道に近いという利点を生かし、豊富な電力と天然ガスを供給している。また空港3か所へのアクセスも良い。

## 教育
ウェストポイント市の公共教育はウェストポイント教育学区が管轄している。
市内に高校が3校ある。ウェストポイント高校は市内唯一の公立高校であり、多様な授業環境を提供しており、高校3校の中では最大である。オークヒル・アカデミーは幼稚園から12年生までを教える私立学校である。ヘブロン・クリスチャン学校は宗教系私立高校である。

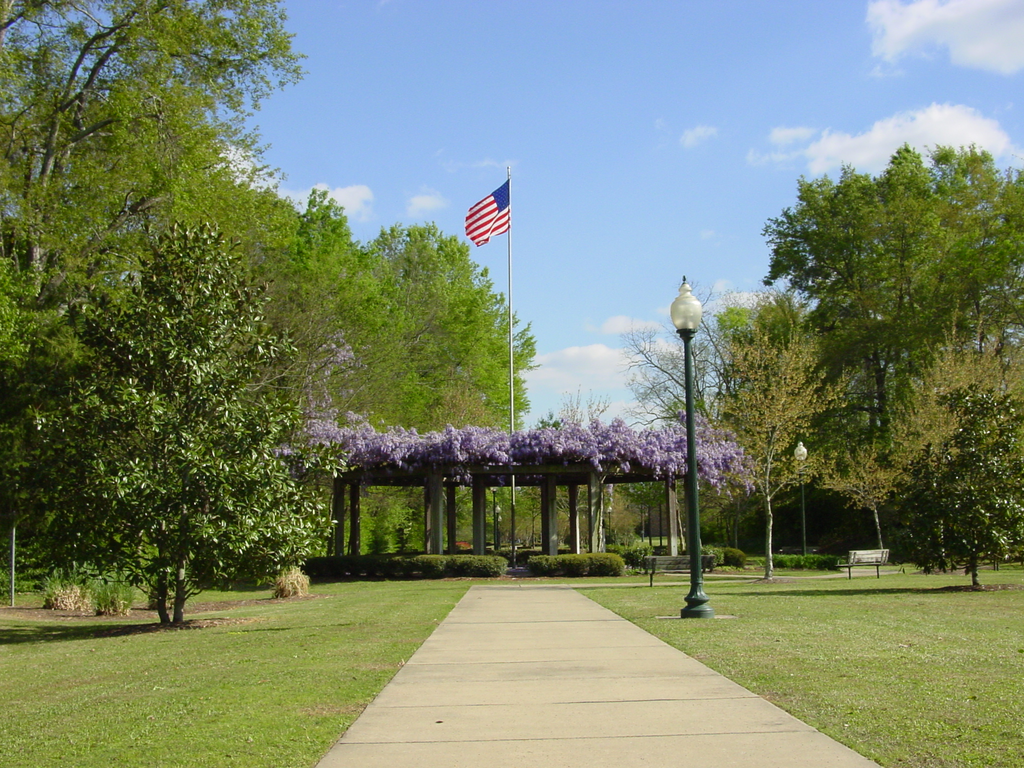
サリー・ケイト・ウィンターズ公園
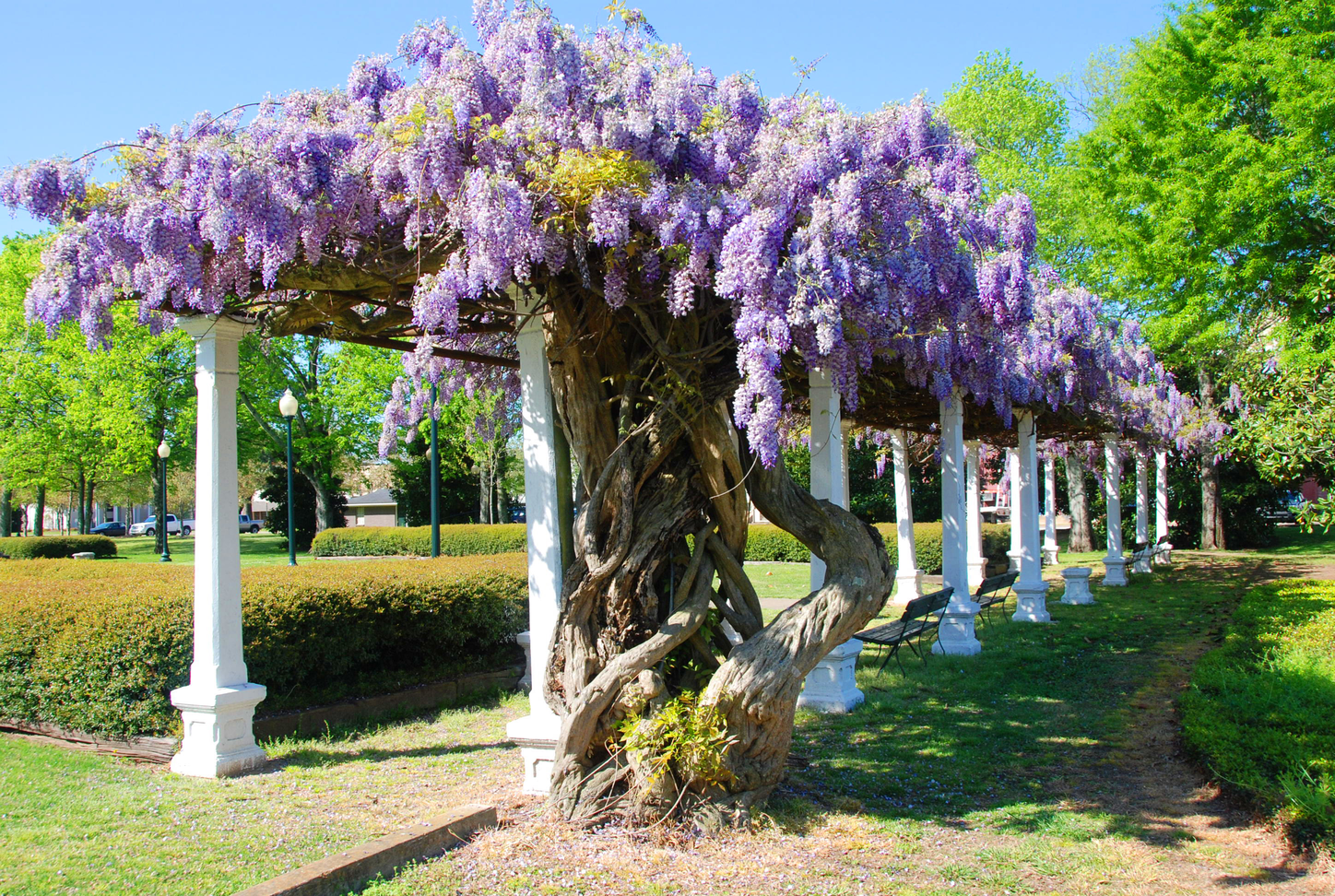
サリー・ケイト・ウィンターズ公園
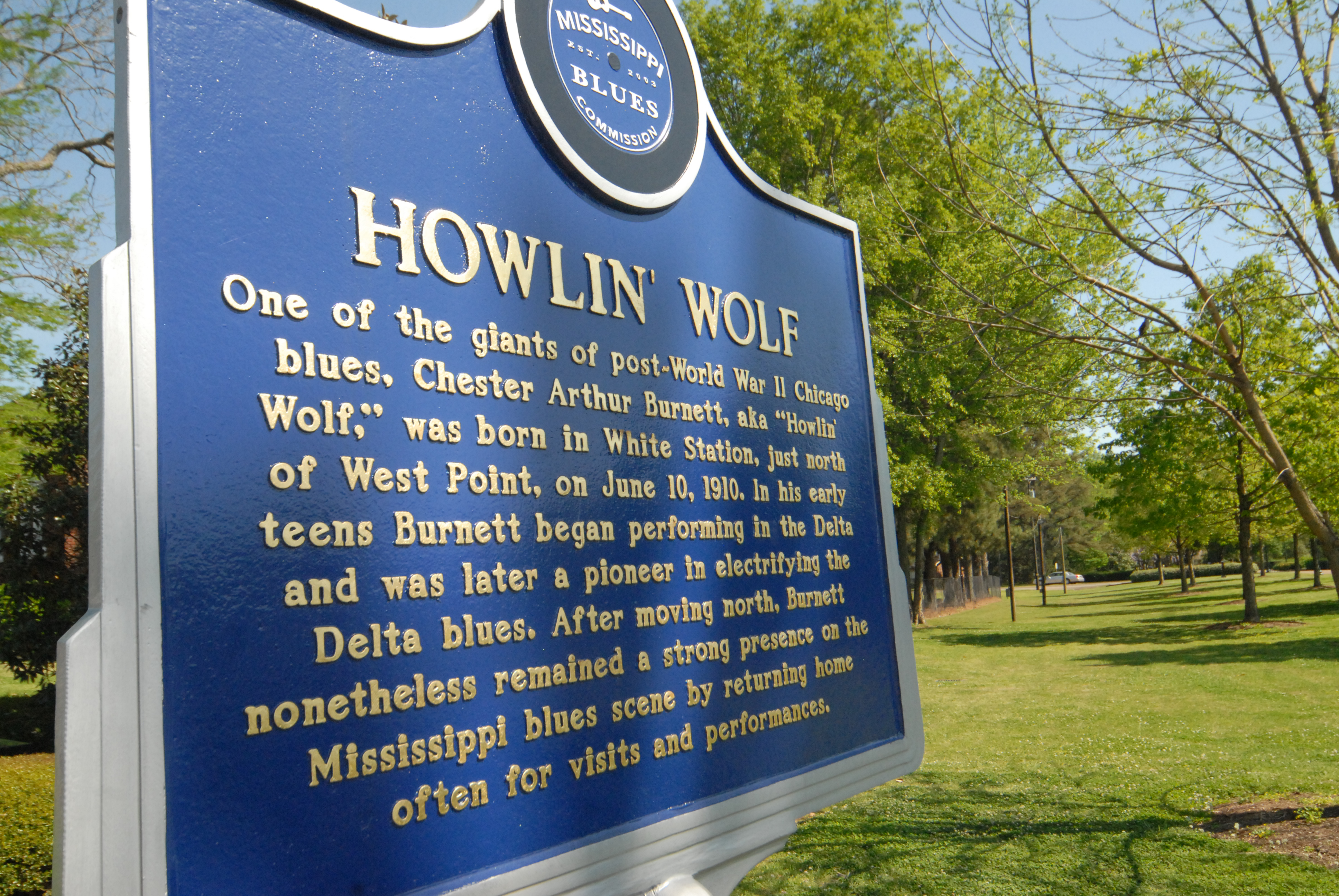
ハウリン・ウルフ・トレイルの標識
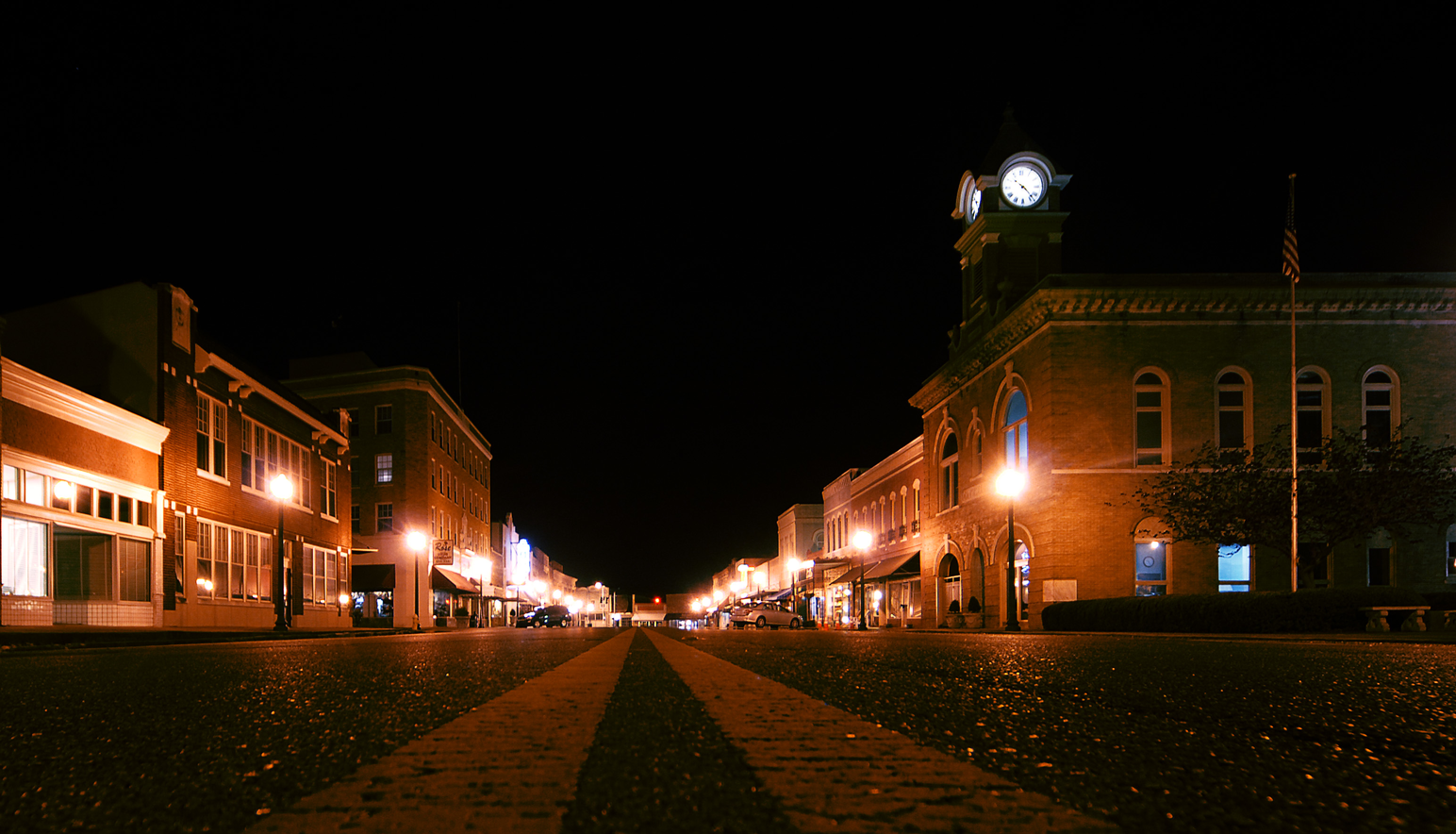
コマース通りの夜景
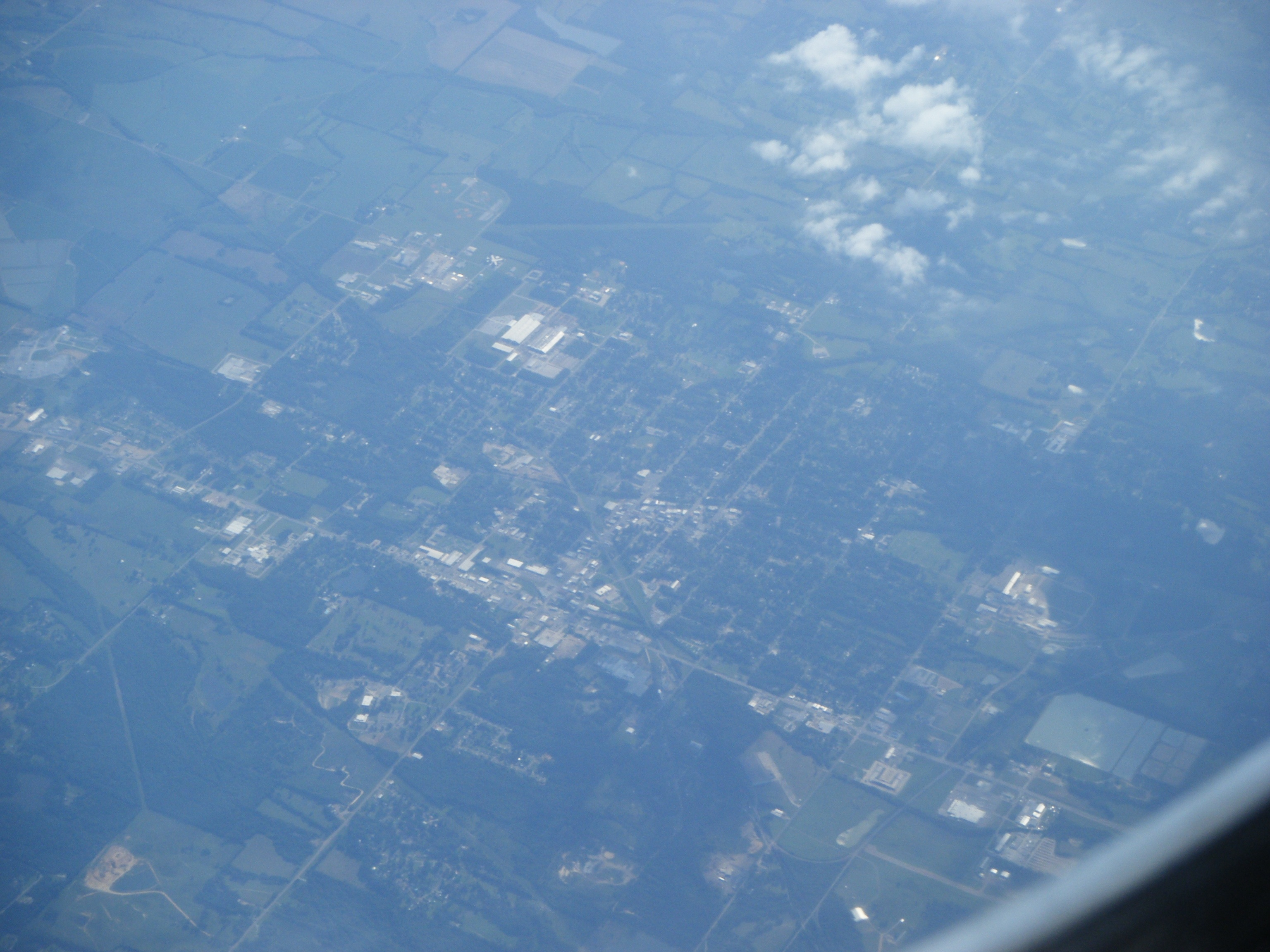
ウェストポイントの空中写真

## 人口動態
ウェストポイントはミシシッピ州の北東部にあり、東のアラバマ州との州境に近い。この地を故郷と呼ぶ家系が世代を重ね、豊富な歴史遺産がある。昔からアフリカ系アメリカ人、白人、ネイティブ・アメリカンが混じり合って暮らしてきた。教会や市民団体の後援する多くの社会活動がある。
以下は2010年の国勢調査による人口統計データである。
| 基礎データ - 人口: 11,307 人 - 世帯数: 4,444 世帯 - 家族数: 3,043 家族 - 人口密度: 225.3人/km2（535.13 人/mi2） - 住居数: 4,856 軒 - 住居密度: 90.9軒/km2（235.3 軒/mi2） 人種別人口構成 - 白人: 40.6% - アフリカン・アメリカン: 56.9 - ネイティブ・アメリカン: 0.01% - アジア人: 0.4% - その他の人種: 0.1% - 混血: 0.2% - ヒスパニック・ラテン系: 0.9% | 年齢別人口構成 - 18歳未満: 22.6% - 18-24歳: 6.4% - 25-44歳: 23.7% - 45-64歳: 25.1% - 65歳以上: 15.1% - 年齢の中央値: 36歳 - 性比（女性100人あたり男性の人口） - 総人口: 86.2 世帯と家族（対世帯数） - 18歳未満の子供がいる: 22.2% - 結婚・同居している夫婦: 35.1% - 未婚・離婚・死別女性が世帯主: 28.4% - 非家族世帯: 31.5% - 単身世帯: 28.6% - 65歳以上の老人1人暮らし: 28.7% - 平均構成人数 - 世帯: 2.48人 - 家族: 3.04人 | 収入と家計 - 収入の中央値 - 世帯: 30,440米ドル - 家族: 39,295米ドル - 人口1人あたり収入: 17,675米ドル - 貧困線以下 - 対人口: 24.6% - 対家族数: 23.4% - 18歳未満: 37.8% - 65歳以上: 13.6% |

## 著名な出身者
- ハウリン・ウルフ（1910年-1976年）、本名チェスター・アーサー・バーネット、ブルースの歌手
- デイヴィッド・ハルバースタム（1934年-2007年）、ジャーナリスト、ベトナムを巡る報道によりピューリッツァー賞を受賞
- バレット・ストロング（1941年- ）、モータウンの歌手、『マネー』はモータウン最初のヒット曲になった